# Forkastning
Indenfor geologi er en forkastning et plan eller en smal zone (forkastningszone) i et bjergartslegeme, langs hvilken der er sket en tydelig flytning af bjergartsmateriale. Forkastninger opstår som en pludselig bevægelse langs et plan, fra cm-størrelse op til 15 m på en gang. Langs forkastningsplanet kan bevægelser forekomme gentagne gange, måske med års, årtiers eller århundreders mellemrum, men over geologisk tid beløbe sig til forskydninger på alt fra mm til flere hundrede eller tusinde meter, som kan iagttages mange steder i landskabet.
I Jordens skorpe frembringer pladetektoniske kræfter store forkastninger, hvoraf de største adskiller de forskellige skorpeplader, fx i spredningszoner eller subduktionszoner. De store mængder energi, som frigives, når der sker bevægelser i store forkastninger, er hovedårsagen til jordskælv.

## Definitioner og typer
Forkastninger dannes, når en gradvist opbygget mekanisk spænding i en bjergartsmasse på et tidspunkt overstiger bjergartens indre friktion eller forskydningsstyrke. Så omsættes den opbyggede spænding til en flytning. Forkastningsplanet er det plan, som adskiller de to bjergartsblokke, som flyttes i forhold til hinanden. Forkastningslinjen er forkastningsplanets skæring med jordoverfladen. Ved en forkastnings forskydning forstås den afstand langs forkastningsplanet, som blokkene på hver side af planet er blevet flyttet ved forkastningen. Ofte angives i stedet den lodrette eller vandrette flytning, kaldet forsætning. Forkastninger deles normalt i tre slags, se figur:
- ved en sideværts (eng: strike-slip) forkastning er forskydningen udelukkende vandret, og forkastningsplanet står ofte nærmest lodret,
- ved en normal forkastning er forskydningen udelukkende lodret, og forkastningsblokken over forkastningsplanet er sunket i forhold til blokken under,
- ved en revers forkastning er forskydningen udelukkende lodret, og forkastningsblokken over forkastningsplanet er hævet i forhold til blokken under.

Har forkastningsplanet ved en revers forkastning kun lille hældning, tales om en overskydning. En skrå forkastning (eng: oblique-slip) har forskydning både i vandret og lodret retning.
Efter en normal forkastning har fundet sted optager forkastningsblokkene mere plads end før, så at forkastningen må være fremkaldt af et træk (tension). Omvendt må en revers forkastning være fremkaldt af et tryk (kompression).